# Aldoli

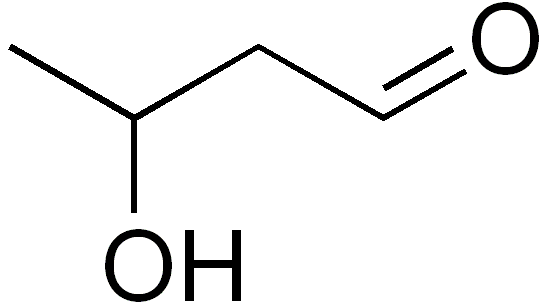
Formula di struttura del 3-idrossibutanale, un particolare aldolo.

Il termine aldolo indica un composto chimico del tipo beta-idrossichetone o beta-idrossialdeide, ovvero un composto nella cui molecola sono presenti un gruppo carbonile (CO) e un gruppo ossidrile (OH) e in cui l'ossigeno del gruppo carbonilico e l'ossidrile sono separati da 3 atomi di carbonio legati tra loro.
Gli aldoli sono coinvolti nella reazione detta condensazione aldolica.
Gli aldoli possono essere disidratati per riscaldamento facendoli reagire in ambiente acido tramite eliminazione 1 (E1), o per reazione in ambiente basico grazie ad una eliminazione 1 - base coniugata (E1cB). Il prodotto della disidratazione di un aldolo è un composto carbonilico alfa-β insaturo detto enone.

## Storia
Un esempio di aldolo è il 3-idrossibutanale. Il 3-idrossibutanale fu sintetizzato nel 1872 da Charles Wurtz attraverso la reazione di condensazione aldolica dell'acetaldeide in presenza di acido cloridrico.